# Maigret és a Langaléta
A Maigret és a Langaléta (Maigret et la grande perche) Georges Simenon 1951-es Maigret-regénye. Magyarul a Park Könyvkiadó gondozásában jelent meg 2004-ben.

## Történet
|  | Alább a cselekmény részletei következnek! |

A nyári vakáció alatt Maigret-t meglátogatja az egykori prostituált, akit mindenki csak Langalétának hív, s aki tizenhét évvel ezelőtt nem volt hajlandó felöltözni, amikor Maigret le akarta tartóztatni. Megkéri a felügyelőt, hogy ne haragudjon rá az esetért, s egyben segítségét is kéri férje (Búbánatos Fred) eltűnése miatt. Őszintén beszámol a páncélszekrény-specialista Alfred üzelmeiről: elmondja, férje egykor széfeket szerelt be, de ma már inkább kipakolja azokat. Egyszer el is kapták, viszont általában csak részvényeket talál, amiket nem lehet eladni. Két nappal ezelőtt – saját bevallása szerint – nagy fogásért indult Neuillybe, viszont hajnalban fölhívta feleségét, s elmondta: egy holttestet talált a szobában, ahol a páncélszekrény is van, s emiatt a felszerelését hátrahagyva menekülni kezdett a házból. Ráadásul a kertben meglátták, így gyorsan elbiciklizett, kerékpárját a Szajnába dobta. Feleségének beszámolt arról a tervéről is, hogy Belgiumba vonatozik, mert fél, hogy megölik, mint szemtanút. A nő szerint viszont ott sincs nagyobb biztonságban, mint itt, így arra kéri a főfelügyelőt, nyomozzon a gyilkos után.
Boissier-vel (a rendőrrel, aki elkapta Alfred Jussiaume-ot) megkeresik a házat, amelyről Fred beszélt feleségének. Előtte találkoznak a Langalétával (akinek egyébként Ernestine Jussiaume a neve), s míg a két férfi bekéredzkedik a ház tulajdonosának (Guillaume Serre fogorvosnak) az anyjához, a nő kinn várakozik a közeli étteremben.
Serre anyja elmondja, hogy fia második felesége két nappal ezelőtt ment el, miután mindig csak Holland szülőföldjére vágyott. A nő múlt időben beszél menyéről, amit Maigret szóvá is tesz, de ő azzal magyarázza ki magát, hogy számára már olyan, mintha nem is élne. Ekkor érkezik meg Serre, aki tagadja, hogy betörés lett volna. A két nyomozó megnézi a széfet. Boissier rámutat egy frissen cserélt ablakra – amelyen keresztül Fred bejutott a szobába –, de a nő a négy nappal ezelőtti viharra fogja.
Maigret megállapítja, hogy valaki hazudik. Vagy Ernestine, vagy Fred, vagy pedig Serre és az anyja. Ennek eldöntéséhez másnap ellátogat a Langaléta lakhelyére. Kikérdezi az ott lakókat, akik megerősítik Ernestine vallomását, aznap hajnalban valóban telefonáltak neki. A felügyelő végignézi a nő lakását, de nem talál semmit. A férje által ígért levél sem érkezett még meg.
Amikor visszatér az őrsre, meglepve tapasztalja, hogy Madame Serre várja őt. Keresztkérdéseket tesz fel neki, de a nő állja a sarat. Ezek után elmondja neki, amit a Langalétától megtudott. Az özvegyasszony továbbra sem jön zavarba, s tagadja, hogy holttest lett volna a páncélszekrény mellett, sőt, megkéri a főfelügyelőt, hogy látogassa meg őket. Amikor a nő hazaindul, gyorsan telefonál a neuilly-i kapitányságra, s megkéri ottani kollégáját, hogy vigye be Serre-t a rendőrségre mielőtt beszélhetne az anyjával. Rögtön ezután ő is kocsiba pattan, s a külvárosba látogat.
Serre nem működik együtt a rendőrséggel. Mivel a kihallgatási parancsot a neuilly-i parancsnok írta alá, csak az ő kérdéseire hajlandó válaszolni. Tökéletesen tisztában van a jogaival, így a parancsnok sem tud kiszedni belőle semmit.
Visszatérve Párizsba Maigret találkozik a Langalétával, akitől megtudja, Alfred írt, de nem Belgiumból, hanem Le Havre-ból. Miután a felügyelő megnyugtatja a nőt, hogy férjét nem tartóztathatja le, ha visszajön Párizsba – hiszen Serre tagadja, hogy betörtek hozzá –, Ernestine Fred kedvenc újságjában üzeni neki, hogy hazajöhet.
A főfelügyelő ezek után meghallgatja Janvier híreit. A nyomozó elmondja, hogy Serre második felesége – Maria – korábban hosszú leveleket írt egy barátnőjének, s ezen szokásáról valószínűleg házassága után se mondott le. Maigret később megbízza Torrence-t Serre feltűnő megfigyelésével, majd ő is Neuilly-be utazik.
A felügyelő kihallgatja Eugénie asszonyt, a cselédet is. Ő elmondja, hogy nem igazán kedveli munkaadóit, s ez a hét az utolsó, amit náluk tölt. Ennek ellenére meg kell hogy erősítse Serre-ék vallomását, mégpedig hogy az ablakot a vihar törte be. Azt javasolja, érdeklődjön a vaskereskedésnél. Utolsó reményként Maigret oda is ellátogat, s az eladó meg is találja a vihar napján bejegyzett vásárlást. Talál viszont egy másik, a Fred által említett éjjel utáni, kora reggeli vásárlást is, amikor is Serre ugyanolyan ablaküveget vett, meg egy újabb adag gittet. Ez felkelti a főfelügyelő érdeklődését, hiszen ez még Eugénie asszony munkába állása előtt volt, így ő nem is tudhatott róla.
Maigret telefonon megkéri Maria levelezőtársát – aki Hollandiában várta hiába barátnőjét a pályaudvaron –, hogy jelentse be a rendőrségen Maria eltűnését. Így a főfelügyelő Párizsban is tud nyomozni az ügyben. Közben nyomozói megvizsgálják Serre kocsiját, de egy kis téglaporon kívül semmi érdemlegeset nem találnak, mert azt nemrég tisztították ki.
Másnap házkutatási parancs birtokában keresi fel Serre-t, s munkatársai módszeresen feltúrják a házat. A ház ura nyugodtan tűri ezt, s egy pillanatra sem remeg meg. A szembeszomszédot kihallgatva megtudja, hogy a nő állítólagos távozása – azaz Fred betörésének – éjjelén Serre későn távozott kocsijával. Közben Ernestine ismét levelet kap, ezúttal Rouenból.
A házkutatás során gyakorlatilag semmi lényegeset nem találnak, így Maigret úgy dönt, kihallgatja Serre-t. Ezt mindketten párharcnak élik meg, a küzdelem várhatólag órákig is eltart majd. Kiderül, hogy Serre apja és első felesége szívbajban halt meg, s neki és második feleségének is beteg a szíve. Maigret megtudja azt is, hogy Serre javasolta Mariának, hogy tartsa aranyban a pénzét, a közös széfben. A saját aranykészletét a nő duplafenekű bőröndjében szokta átcsempészni a határon, ebben bűnrészességét a férj is elismeri.
Közben lefordíttatják Maria leveleit, s a legújabból kiderül, nem tudja miért, de úgy érzi, valami meg fogja gátolni a hazatérésében. Férje az őrszobában továbbra is azt állítja, a boltos vallomása ellenére csak egyszer vett ablaküveget, s a betörést is tagadja. Maigret úgy dönt, megpróbálja kifárasztani Serre-t. Janvier váltja le őt, s ezalatt a főfelügyelő megvacsorázik, majd visszatérve meglátja, hogy a váróteremben beszélget Ernestine és Madame Serre. A Langaléta int neki, hogy ne ismerje meg, hagyja még őt.
Amikor ismét Maigret-n a sor a vallatásban, ugyanazokat a kérdéseket teszi fel, mint Janvier. Később ismét leváltja őt Janvier, ezalatt a felügyelő behívatja magához a Langalétát. Megtudja, hogy a nő rémtörténeteket mesél a kihallgatásról Serre anyjának, amiket ő kötelességtudóan el is hisz. Kérésére egy rendőrt küld Ernestine-nel vissza a váróterembe, aki durván bánik az egykori utcalánnyal. Maigret Serre-nek is elmondja, hogy anyja azt hiszi, fiát éppen kínozzák, mire a férfi nyugtalankodni kezd.
Később kiderül, hogy Madame Serre nem is hiszi el azokat, amiket Ernestine mesél neki. A fordító további leveleket is lefordít, amiből Maigret megtudja, hogy volt Mariának egy saját fegyvere. A vizsgálat megtalálja azt a partszakaszt is, ahonnan a kocsiban talált minimális mennyiségű krétapor származik. Valószínűleg itt dobta a Szajnába a holttestet Serre. Ezt a spekulációját az érintettel is megosztja a főfelügyelő, de az továbbra is tagadja, hogy (akár önvédelemből is) megölte volna feleségét. Ezek után anyjával beszélget Maigret. Elmondja neki, hogy – bár egyelőre nem ismeri el, de – fia megölte a feleségét, s erre bizonyítékaik is vannak. Az asszony most már nem biztos abban, hogy valóban a taxi volt az, amit hallott elmenni a házból. Ekkor viszont Maigret előáll egy másik, valószínűbb lehetőséggel:
Serre nem ölte meg sem az első feleségét, sem az apját. Velük az anyjuk végzett, a szívbetegeknek halálos méreg, tengeribetegség ellen használatos atropinnal. Második felesége, aki – minő véletlen – szintén szívbeteg volt, azonban miközben távozott, talán észrevette magán a mérgezés tüneteit, és fegyverével megfenyegette a családot. Ekkor lőtt Serre. És Madame Serre egyáltalán nem azért várt egy éjszakán át a fiára, mert féltette őt, hanem azért, mert attól tartott, a fia végül beszél, és őt is belekeveri a dologba. Ezek után a felügyelő kiragadja az asszony kezéből az ő táskáját, s kiveszi belőle a két pirulát, amit nyilván fia gyógyszere helyett szándékozott beadni neki.
Anyját és fiát letartóztatják, az asszonyt életkora miatt nem ítélik halálra, fia pedig két évvel később szabadul a börtönből. Búbánatos Fred pedig továbbra is az igazi széfet keresi…
|  | Itt a vége a cselekmény részletezésének! |

## Magyarul
- Maigret és a Langaléta; ford. Szántó Judit; Park, Bp., 2004 (Maigret) ISBN 963-530-370-X